# Poecilotheria striata
Poecilotheria striata is een spinnensoort uit de familie van de vogelspinnen (Theraphosidae).
De wetenschappelijke naam van de soort werd in 1895 gepubliceerd door Reginald Innes Pocock.
De soort komt voor in het zuidwesten van India. Hij staat op de Rode Lijst van de IUCN als kwetsbaar. De populatietrend is dalend. De spin wordt vrij veel als huisdier verkocht.